# Oedipus Aegyptiacus

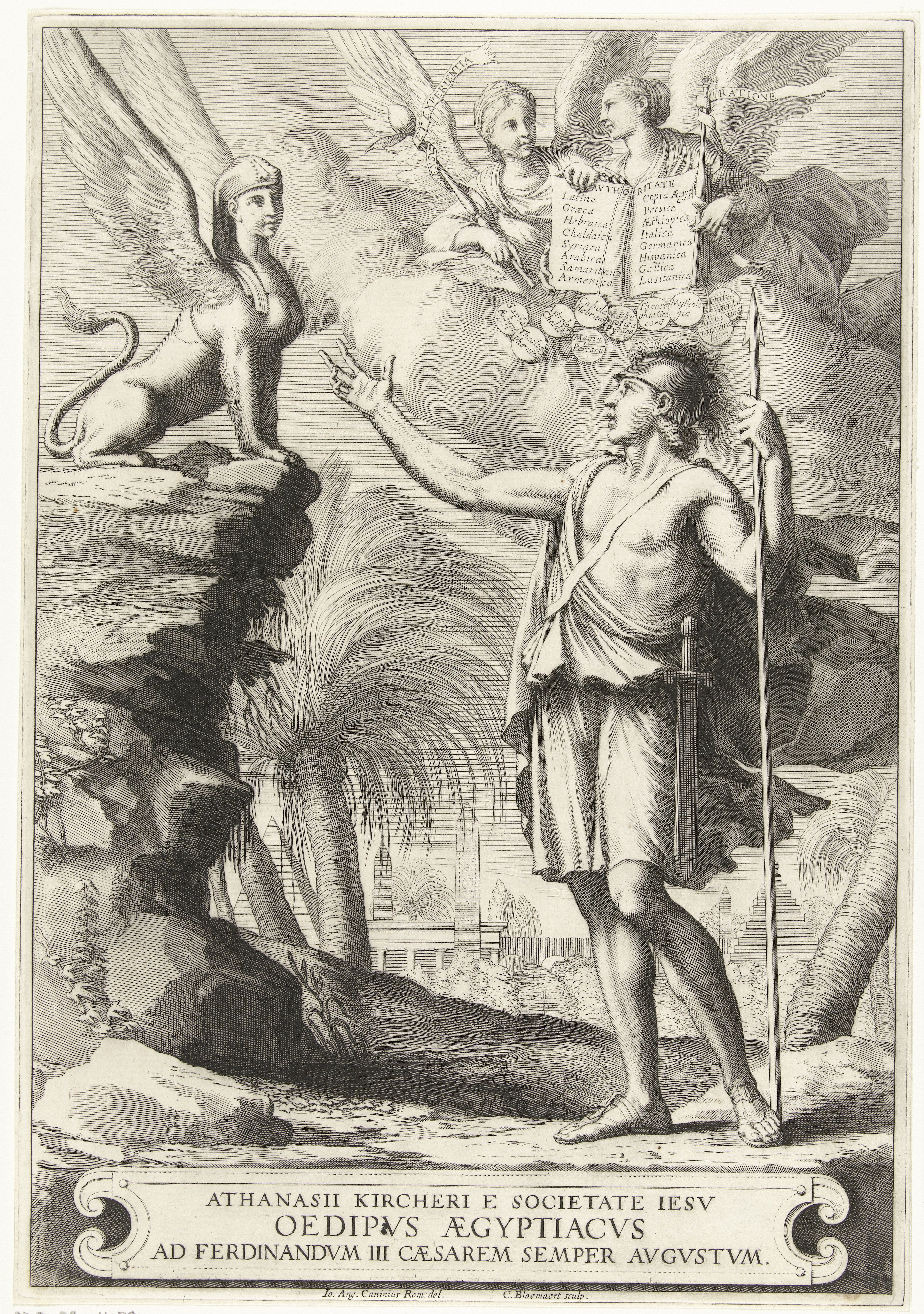
Frontispício ao Oedipus Aegyptiacus de Kircher; a Esfinge, confrontada com a aprendizagem de Édipo / Kircher, admite ter resolvido seu enigma.

Oedipus Aegyptiacus é um manuscrito considerado a obra máxima de egiptologia de Athanasius Kircher.
Os três volumes inteiros com figuras ornamentadas e diagramas foram publicados em Roma durante o período de 1652 e 1654. Kircher citou como suas fontes a astrologia caldeia, a cabala hebraica, o mito grego, a matemática pitagórica, a alquimia árabe e a filologia latina.